# Жыландытау
Жыландытау (от каз. Жыландытау, «змеиная гора») — останцовая гора в средней части Тургайского плато, на территории Наурзумского района Кустанайской области. С запада ограничена возвышенностью Каргалытау, с востока Кызбелтау. Абсолютная высота 262 м. Протяженность с северо-запада на юго-восток 40 км. Рельеф — платообразная равнина. Поверхность сложена глинами миоцена. На каштановых почвах произрастает лебеда белая, полынь чёрная, биюргун. Жыландытау используется как летнее и осеннее пастбище.